# Línguas do baixo Ucaiáli
As línguas do baixo Ucaiáli (ou baixo Ucayali) são um grupo de línguas aruaques faladas no Peru.

## Línguas
As línguas baixo Ucayali são (Ramirez 2020):
- Chamicuro
- Moríque (extinto)

## Comparação lexical
Comparação lexical entre o moríque e o chamicuro (Ramirez 2019: 658; 2020: 145):
| Português | Moríque | Chamicuro |
| --------- | ------- | --------- |
| língua    | -min    | menu      |
| dente     | -as     | ahsi      |
| olho      | -oki    | ohki      |
| orelha    | -θai    | tʃaji     |
| barba     | xona    | ʂuʔna     |
| jacaré    | kaʃio   | kaʃjuna   |
| tabaco    | porots  | polohti   |
| milho     | naʃi    | naʃi      |